# (100417) Philipglass
(100417) Philipglass es un asteroide perteneciente al cinturón de asteroides, descubierto el 7 de marzo de 1996 por Erich Meyer desde el Observatorio Johannes Kepler, Linz, Austria.

## Designación y nombre
Designado provisionalmente como 1996 EC. Fue nombrado Philipglass en honor al compositor estadounidense Philip Glass conocido por su "música con estructuras repetitivas". Sus trabajos incluyen sinfonías, conciertos para piano, violín, timbales y cuarteto de saxofones y orquesta, así como bandas sonoras de películas.

## Características orbitales
Philipglass está situado a una distancia media del Sol de 2,597 ua, pudiendo alejarse hasta 2,963 ua y acercarse hasta 2,231 ua. Su excentricidad es 0,141 y la inclinación orbital 5,351 grados. Emplea 1529 días en completar una órbita alrededor del Sol.

## Características físicas
La magnitud absoluta de Philipglass es 15,9.